# Sublevación del Huáscar en 1877
En mayo de 1877, el buque peruano BAP Huáscar se sublevó a favor de Nicolás de Piérola, que anteriormente había intentado dos levantamientos armados sin éxito. Tampoco tuvo éxito en esta sublevación, pero gracias a ella se volvió muy popular ante todo el país por su enfrentamiento a la escuadra británica del Pacífico.
En esa época gobernaba el Perú el general Mariano Ignacio Prado, que el año anterior había derrotado en las elecciones al contraalmirante Lizardo Montero, este último apoyado por el Partido Civil. El congreso, dominado por los civilistas, era de franca oposición a Prado. El Perú atravesaba por una larga y terrible crisis económica. En 8 meses de gobierno no se había resuelto el problema bancario ni el de contrato de guano, así como el de tener impagos a empleados públicos y jubilados, efectuar un contrato inconveniente con Henry Meiggs y otras resoluciones muy discutibles.

## Se rebela elHuáscar

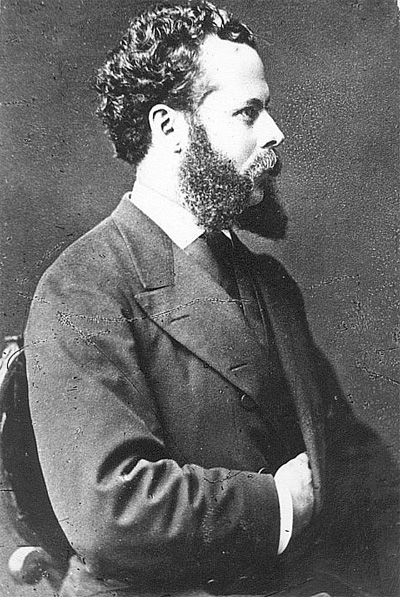
Nicolás de Piérola se hizo muy popular en todo el Perú después de su tercer intento por llegar al poder.

En la noche del domingo 6 de mayo de 1877, apenas 6 meses luego que la última revuelta de Piérola fuera derrotada en Yacango, un grupo de partidarios de Piérola, bajo órdenes del entonces Capitán de Fragata con licencia Luis Germán Astete, se reunieron en el pontón-escuela BAP Apurímac y de acuerdo con el oficial de guardia Bernabé Carrasco, abordaron el BAP Huáscar, anclado en el Callao para rebelarse. El mando lo tomaron Germán Astete y el capitán de corbeta Manuel María Carrasco. Muchos tripulantes del Huáscar, al darse cuenta de que era una intentona revolucionaria, dejaron el buque. En ese momento, ningún buque de la marina podía dar caza al BAP Huáscar porque estaban en mal estado. Semanas antes, al Huáscar se le habían cambiado las calderas y estaba en capacidad de dar su máxima velocidad.
En esta sublevación, hubo una negligencia del capitán de navío Federico Alzamora, comandante del Huáscar, pues él, al igual que los jefes de otros buques, bajaron a tierra cuando estaban en servicio.
El Huáscar, al mando del capitán de corbeta Manuel María Carrasco, se alejó a vela porque los maquinistas ingleses se negaron a entrar en rebelión. Recaló en las Islas de Chincha en donde tomó provisiones de un barco cargador de guano.

## Operaciones del Huáscar
El 9 de mayo a las 4:30 a. m., cerca a Mollendo el BAP Huáscar se encontró con el vapor Santa Rosa de la Pacific Steam Navigation Company (PSNC), a la que exigió la correpondencia oficial, que no les fue entregada, aunque le compraron algunos artículos de los que carecían. Luego se dirigió a Quilca, donde también compraron víveres. 
El 11 de mayo, a 20 millas del norte de Arica, se encontró con el otro vapor de la PSNC, el John Elder, que también se negó a entregarle la correspondencia del gobierno. 
El Huáscar se dirigió luego a Pisagua en busca de carbón que no encontró. Se dirigió a Iquique, de donde acababa de salir el BAP Pilcomayo, y tomó 100 toneladas de carbón de la barca inglesa Inusina, además abordó al vapor inglés Colombia. Ahí también compró víveres y otros artículos. Siguió luego a Cobija y Caldera, a la sazón puertos bolivianos, en cuyo puerto se le notificó que sólo podía permanecer 48 horas y que no se les permitiría tomar carbón.
El 16 de mayo apareció el BAP Huáscar en Antofagasta, Bolivia donde aborda el buque Nicolás de Piérola, con un séquito de seguidores, entre los que estaba Guillermo Billinghurst. Piérola repartió varios cargos como jefe supremo del Perú, entre los que concedió al capitán de fragata Germán Astete, el de comandante general de la Marina. Avanzaron al sur, sin tocar ningún puerto; el 19 regresaron a Antofagasta y de ahí a Cobija, en donde permanecieron hasta el 27 de mayo, zarpando a las 3 a. m. a Pisagua.
En Cobija se recibió la comunicación del contraalmirante británico Algernon Frederick Rous De Horsey, fechada en el Callao el 16, donde el contraalmirante británico señala, al conocer los incidentes del Santa Rosa y John Elder, que no tolerará un abuso más a buques ingleses, que se obligará a tomar posesión del buque y entregarlo a la autoridad legal; a lo que el capitán Astete respondió en una nota, recibida por De Horsey el 22 de mayo, que son exagerados los reclamos y que rechaza la amenaza.
Los 2 maquinistas ingleses que no quisieron continuar con la aventura, fueron reemplazados por 2 franceses y el Huáscar fondeó en Pisagua el 28 de mayo. Al no responder el puerto la solicitud de aprovisionamiento, Piérola ordena el desembarco de sus hombres, que combaten con la guarnición gobiernista causándoles 6 muertos y 12 heridos. Al día siguiente el buque es confrontado por la escuadra británica del Pacífico, en el combate naval de Pacocha con resultado desfavorable para la escuadra. El Huáscar por su parte se hizo célebre en esta acción al convertirse en el primer barco en la historia naval en evadir el ataque de torpedos autopropulsados.

## Acciones de la Armada Peruana
El gobierno organizó una División Naval de Operaciones compuesta por:
- Independencia, al mando del capitán de navío Juan Guillermo More Ruiz, que era también jefe de la división y como segundo comandante tenía al capitán de corbeta Eugenio Raygada.
- Unión, al mando del capitán de navío Nicolás Portal
- Atahualpa, al mando del capitán de fragata Gregorio Miro Quesada y como segundo comandante al capitán de corbeta Froilán Morales.

Esta división salió el 11 de mayo del Callao, llevando al ministro de guerra y marina general Pedro Bustamante y a una división de tropas del ejército que desembarcó en Iquique, en donde se unió la Pilcomayo. El Atahualpa iba remolcado por el transporte Limeña, mientras la Independencia, cuyas calderas estaban en mal estado, apenas si andaba. En cambio, el Huáscar sólo tenía problemas de abastecimiento de carbón, pues recientemente había pasado por dique y se le habían colocado nuevas calderas.
El presidente Prado también solicitó al gobierno de Chile su ayuda para combatir al Huáscar. Chile se negó diciendo que era contrario a las normas de derecho internacional y que sólo se limitaría a aplicarle las reglas de la neutralidad si arribaba a sus puertos.
También Prado dictó el decreto de que el gobierno no tiene responsabilidad de los actos que los sublevados consumen, cualquiera que sea su naturaleza y que autoriza la aprehensión del Huáscar y recompensar debidamente a los que, sin pertenecer a la dotación de los buques de la Escuadra de Operaciones, lo sometan a la autoridad del gobierno o contribuyan a ello. El gobierno de Prado se fundaba en los decretos contra la corbeta Yungay 1844 y en 1857 contra el Apurímac, Tumbes y Loa cuando la guerra civil peruana de 1856-1858. El gobierno de 1844 declaró pirata a los rebeldes, pero ni el de 1857 ni Prado lo hicieron expresamente; aunque se deduce que, para capturarlos, era necesario usar la fuerza si oponían resistencia y en el caso del Huáscar, lo delicado estaba en que, si este buque hubiese destruido a alguno de los británicos que se le opusieron, como fue muy posible ¿a quién hubiera hecho pagar el gobierno británico?. De todos modos, ese decreto dio visos de legalidad a la acción que ya había decidido tomar el contraalmirante Horsey
La Escuadra de Operaciones se midió contra el Huáscar en el Combate de Punta Pichalo sin éxito alguno.

## Intervención de Reino Unido

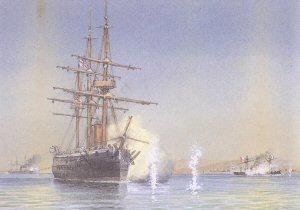
Combate entre la escuadra británica del Pacífico y el Huáscar.

El contraalmirante De Horsey fue comandante general de la armada británica en el Pacífico en el período 1876-1877. La escuadra estaba conformada regularmente, desde hacía treinta años, por una fragata y una corbeta. El único blindado británico que se había desempeñado como buque insignia en el Pacífico era HMS Zealous, en el período de 1867 a 1870, buque que fue el más poderoso del Pacífico en su tiempo, de 6096 toneladas y blindaje de 4,5 pulgadas en el centro del casco y de 2,5 pulgadas en los extremos, con velocidad máxima de 11,7 nudos y artillado con 20 cañones de 7 pulgadas. Pero cuando éste regresó a Reino Unido, no fue reemplazado por ningún otro blindado. En ese momento, la escuadra británica estaba compuesta por:
- La fragata HMS Shah, al mando del capitán Bedford, con 600 tripulantes.
- La corbeta HMS Amethyst, al mando del capitán Alfred Chatfield, con 200 tripulantes.

Cuando el BAP Huáscar se sublevó, el contraalmirante De Horsey estaba en el Callao y decidió tomar parte activa en el conflicto como antes lo había hecho la escuadra británica en el Perú en 1831, 1844 y 1857.
Cuando el contraalmirante De Horsey recibió la respuesta del capitán Astete, preparó a su buques para combate y salió del Callao en busca del BAP Huáscar, encontrándolo en Ilo y se dio el Combate de Pacocha, sin éxito para su escuadra.
El contraalmirante De Horsey fue solicitado por el parlamento británico a raíz de este incidente, cuya noticia dio la vuelta al mundo. Después que De Horsey advirtió al BAP Huáscar de abstenerse en lo sucesivo de abordar buques británicos, éste no realizó ningún abordaje adicional y los ingenieros ingleses que no quisieron seguir a bordo fueron desembarcados en Ilo.

## Rendición del Huáscar
El Huáscar se dirigió a Iquique en donde estaba More con su escuadra y Piérola le escribió invitándole a unírsele a buscar a la escuadra británica para vengar la inexplicable agresión. More respondió negativamente, consultó al gobierno y Prado le telegrafió que rinda al Huáscar o lo combata. More le escribió a Piérola que cumpliría sus órdenes de rendir por la fuerza al Huáscar. 
Finalmente, Piérola decidió entregar el BAP Huáscar si el gobierno cumplía los siguientes requisitos:
- El fenecimiento de todo juicio abierto o por abrirse, en virtud de los sucesos iniciados el 6 de mayo.
- El derecho de trasladarse al extranjero a los que eligesen hacerlo.
- La libertad personal de los que prefieran quedarse en el Perú.

Piérola se entregó sin garantías ni concesión alguna.
El 31 de mayo se hizo la entrega del BAP Huáscar y More telegrafió que aceptaba las condiciones y que tenía presos a los revolucionarios en el transporte BAP Limeña. El gobierno desconoció el pacto y todos marcharon presos a Lima, menos Piérola que fue en el BAP Atahualpa.

## Consecuencias
El 30 de mayo en Lima y Callao se armaron manifestaciones patrióticas en homenaje al Huáscar y de protesta contra la injerencia británica. El 3 de junio hubo un gran alboroto en el Callao tras la protesta con un saldo de heridos. Se escribieron poesías populares al Huáscar y a Piérola. 
El gobierno sufrió una crisis ministerial por la renuncia del canciller José Antonio García y García y luego de todo el gabinete La Rosa. Se produjo en momentos que las protestas iban dirigidas por la actuación del gobierno en la injerencia británica. En esos momentos, el 4 de junio de 1877 se produjo un motín en el Callao en contra del gobierno, llevado a cabo por Aurelio García y García y Lizardo Montero, a favor del Partido Civil, siendo apresado García y García.
El nuevo gabinete del general Juan Buendía expidió un decreto en el que mandó cortar los juicios militares iniciados con motivo de la rebelión del Huáscar y del movimiento subversivo en la noche del 4 y en la madrugada del 5 de junio en el Callao. Un gran número de ciudadanos, encabezados por el mariscal Antonio Gutiérrez de La Fuente, había elevado al gobierno un acta para pedir la libertad de los detenidos del Huáscar.
En Reino Unido se vio la necesidad de que la flota del Pacífico cuente con blindados y se decidió enviar al acorazado HMS Triumph y al crucero blindado HMS Shannon, acompañados por la fragata HMS Turquoise y las corbetas HMS Opal y HMS Thetis; esta flota era muy superior a cualquier otra que había en el Pacífico. En cuanto al contraalmirante De Horsey, siguió haciendo carrera y llegó a ser comandante general de la escuadra del canal en 1884-1885.